# Vanderhall Motor Works
Vanderhall Motor Works ist ein US-amerikanischer Fahrzeughersteller aus Provo in Utah. Er produziert individuell gefertigte zweisitzige Threewheeler für sportliches Fahren, Tourenfahren, Pendeln und Stadtfahrten.

## Geschichte
Vanderhall Motor Works wurde am 23. September 2010 von Steve Hall gegründet. Hall, ein CAD-Designer bei Novatek, investierte mehrere Jahre in die Entwicklung eines Fahrzeuges und probierte hierbei mehrere Fahrzeug-Layouts aus. Nachdem er fünf Jahre lang Prototypen entwickelt und gebaut hatte, bestand er die Endprüfung für die NHTSA- und EPA-Zertifizierung. Das Unternehmen stellte mehrere Fahrzeuge in Provo, Utah her und 2012 entwarf und produzierte Hall ein Auto namens Laguna. Die Firma begann ein Jahr später mit der Produktion des Lagunas. Eine andere Quelle gibt 2016 als Produktionsbeginn an. 2016 stellte Vanderhall offiziell drei Fahrzeugtypen her: Laguna, Laguna Sport Premium, und die Laguna Bespoke Motoring Experience. Seit 2019 werden die Fahrzeuge auch in Europa vertrieben.

## Modelle

### Laguna

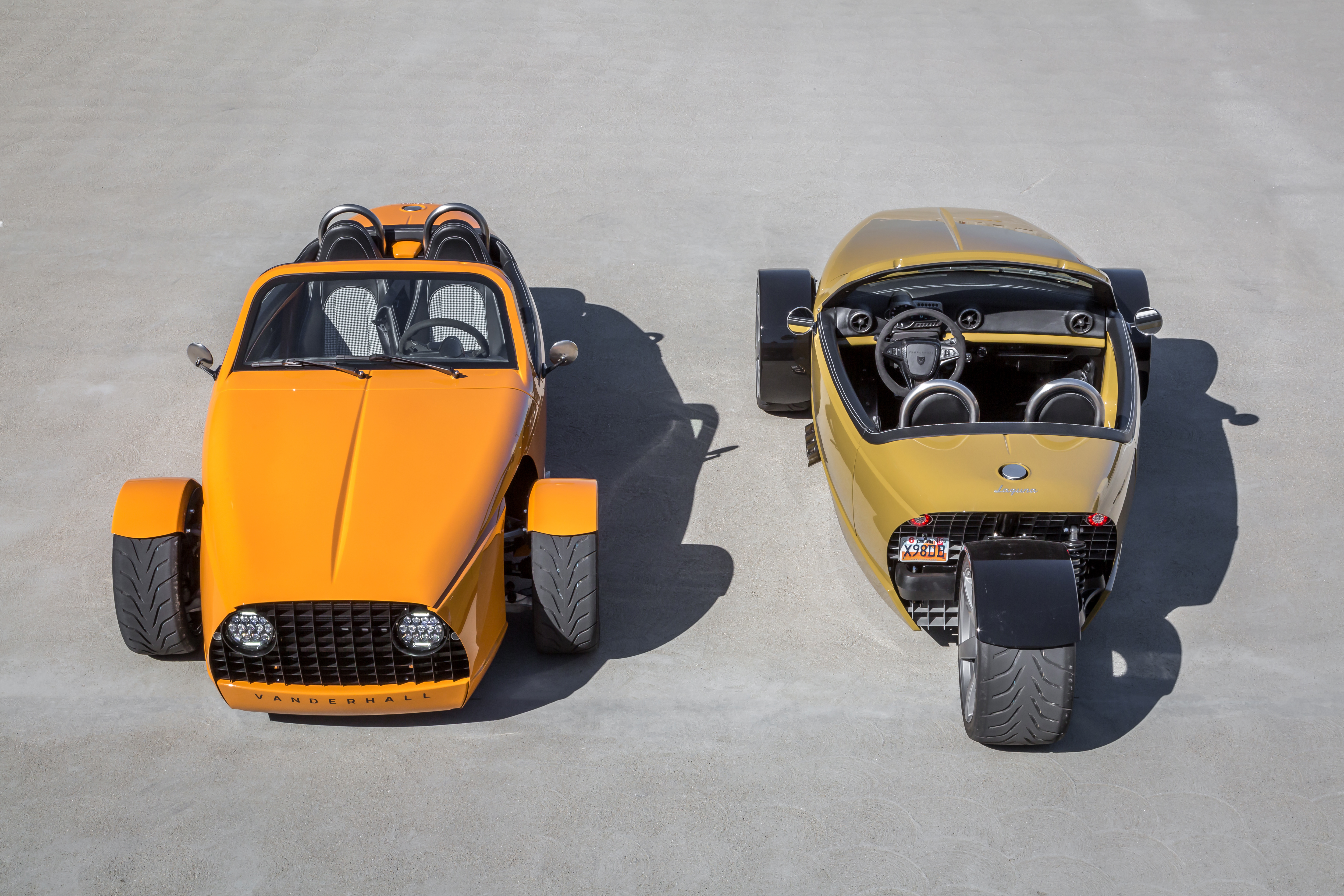
Vanderhall Laguna

2012 kündigte Vanderhall Motor Works ein zweisitziges Fahrzeug an, eine Art dreirädriger Sportwagen, der seit 2016 in Serie gebaut wird.

### Venice
2017 wurde der Venice mit ABS-Karosserie vorgestellt, der Preis beginnt bei 29.950 US-Dollar.

### Edison^{2}

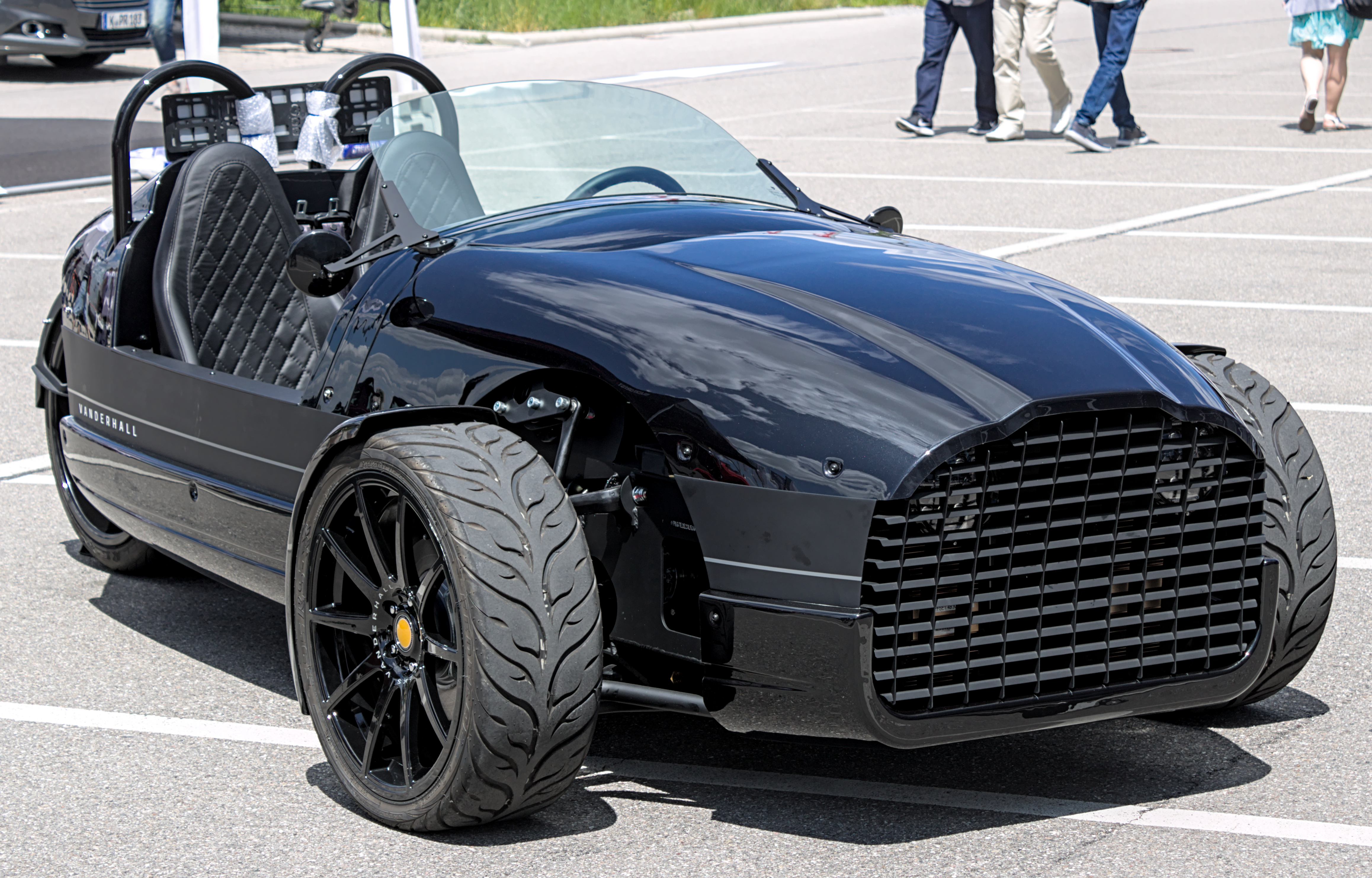
Vanderhall Edison^{2}

### Edison2
Elektroversion des Modells Venice.

### Carmel
2019 präsentierte der Hersteller den Carmel.

### Navarro
Den elektrisch angetriebenen Geländewagen Navarro präsentierte Vanderhall im September 2020.

### Brawley

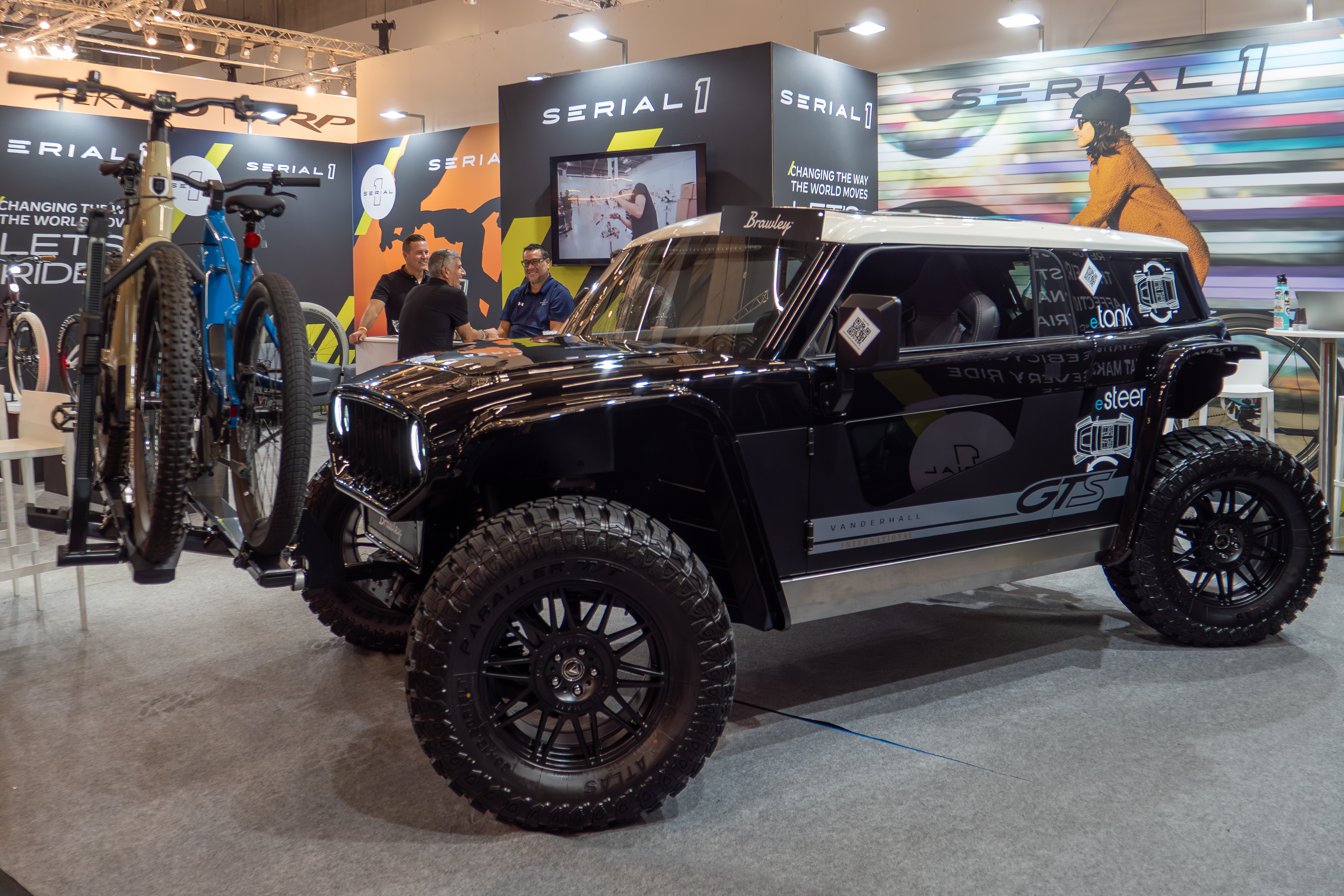
Brawley GTS

Der elektrisch angetriebenen  Allrad-Geländewagen Brawley mit 404 PS (297 kW) und vier Rädern mit je einem Elektromotor wird seit Januar 2022 hergestellt.